# 西藏天文学
西藏天文学的基础是时轮金刚的密宗。它以与现代天文学相似的方式解释了一些天文现象。例如其解释日食产生的原因为月球在地球和太阳之间穿过。
1318年，第三世噶玛巴·让炯多杰接受介绍名为“楚布传统天文学”的经修正天文及占星系统的时轮金刚视角。这套体系还在噶玛噶举学校用于藏历的计算。